# Psiphon
Psiphon — безкоштовний інструмент для обходу цензури в Інтернеті з відкритим вихідним кодом, в якому використовується поєднання технологій захищеного зв'язку та обфускації (VPN, SSH та HTTP-проксі). Psiphon — це централізовано керована та географічно різнорідна мережа з тисяч проксі-серверів, що використовує орієнтовану на продуктивність архітектуру з одним або декількома переходами.
Psiphon спеціально розроблений для підтримки користувачів у країнах, які вважаються ворогами Інтернету. Кодова база розроблена та підтримується корпорацією Psiphon, Inc., яка керує системами та технологіями, розробленими для того, щоб допомогти користувачам Інтернету безпечно оминати системи фільтрації контенту, які використовуються урядами для введення цензури в Інтернеті.
Початкова концепція Psiphon (1.0) була розроблена компанією Citizen Lab в Університеті Торонто на основі попередніх поколінь програмних систем вебпроксі, таких як системи «Безпечна мережа» («Safe Web») та " Анонімайзер " («Anonymizer»), які мають свої недоліки.
У 2007 році в Онтаріо було засновано незалежну корпорацію Psiphon, Inc., яка розробляє передові системи та технології обходу цензури. Psiphon, Inc. іноді співпрацюють з Citizen Lab у науково-дослідних проектах, через партнерство Psi-Lab.

## Історія використання
У 2020 році Psiphon користувалося майже 2,5 мільйона користувачів з Білорусі — приблизно третина всього дорослого населення країни. Як показала практика — у Білорусі після виборів 9 серпня було повністю відключено в країні інтернет, Psiphon працював надійніше за інші інструменти обходу цензури. У моменти, коли Tor не був доступний, Psiphon працював справно, особливо добре через нього працював Telegram.